# Bluffton (Alberta)
Pour les articles homonymes, voir Bluffton (homonymie).
Bluffton est un hameau (hamlet) du Comté de Ponoka, situé dans la province canadienne d'Alberta.

## Démographie
En tant que localité désignée dans le recensement de 2011, Bluffton a une population de 152 habitants dans 61 de ses 68 logements, soit une variation de 4.1% avec la population de 2006. Avec une superficie de 0,503 6 km2, le hameau possède une densité de population de 301,826 8 hab/km2 en 2011.
Concernant le recensement de 2006, Bluffton abritait 146 habitants dans 60 de ses 62 logements. Avec une superficie de 0,503 6 km2, le hameau possédait une densité de population de 289,9 hab/km2 en 2006.